# Ligaria
Ligaria es un género de arbustos  parásitos que pertenecen a la familia Loranthaceae. Comprende 15 especies descritas y de estas, solo 2 aceptadas.

## Taxonomía
El género fue descrito por Philippe Édouard Léon Van Tieghem y publicado en Bulletin de la Société Botanique de France 42: 345. 1895. La especie tipo es: Ligaria cuneifolia

## Especies aceptadas
A continuación se brinda un listado de las especies del género Ligaria aceptadas hasta noviembre de 2014, ordenadas alfabéticamente. Para cada una se indica el nombre binomial seguido del autor, abreviado según las convenciones y usos.	
- Ligaria cuneifolia (Ruiz & Pav.) Tiegh.
- Ligaria teretiflora